# Raging Sun, Raging Sky
Raging Sun, Raging Sky (Originaltitel: Rabioso sol, rabioso cielo) ist ein mexikanischer Film von Regisseur Julián Hernández aus dem Jahr 2009 und dreht sich um die Liebe zweier Männer und die Suche danach. Das Liebesdrama wurde erstmals auf der Berlinale 2009 gezeigt und gewann dabei den Teddy Award für den besten Spielfilm.

## Handlung
Der Film beginnt mit der Begegnung zwischen Tatei und Ryo, die kurz darauf Sex haben. Tatei verschwindet sofort danach am Fenster stehend, indem sie verblasst. Die gesamte erste Hälfte des Filmes sieht man lose oder gar nicht zusammenhängende Szenen, in denen Männer triebhaften Sex miteinander haben. Als Ryo in einem Kino Kieri trifft, verlieben er sich. Tari, der Ryo ebenfalls begehrt, tötet daraufhin Ryo und versteckt dessen Leiche in einer Höhle.
Als Kieri dies bemerkt, beginnt er Ryo zu suchen und findet ihn mit Hilfe von El corazón del cielo, einer mystischen Gestalt, in der man Tatei wiedererkennt. Er tötet Tari und opfert sich selbst, um seinen Geliebten wieder zum Leben zu erwecken. Am Ende sind alle drei Männer in einem Raum gemeinsam zu sehen.

## Hintergrund
Der Großteil des Filmes ist in schwarz-weiß gehalten, erst im letzten Drittel sind einige Szenen in Farbe zu sehen. Zusätzlich wird im ganzen Film fast keine Sprache verwendet. Man hört lediglich einige Sätze aus dem Off, jedoch sind keine gewohnten Dialoge vorhanden. Daher erfährt man während des ganzen Films kaum etwas über den Hintergrund der Protagonisten, deren Namen erst im Abspann genannt werden.
Gedreht wurde der Film gänzlich in Mexiko. Die Stadtszenen in Mexiko-Stadt und die großen Landschaftsaufnahmen in Querétaro.
Im deutschen Sprachraum wird der Film auf DVD von Pro-Fun Media vertrieben.

## Rezensionen
„(…) für die meisterhafte Kameraarbeit und die visionäre Farb- und Tongestaltung sowie für die gelungene Auseinandersetzung mit den Themen Liebe, Begehren und Sexualität. Gekonnt wurde dabei der antike mythologische Rahmen mit moderner Urbanität in Kontrast gesetzt.“

“That Hernández can mix world mythologies with homoeroticism and not seem remotely pretentious is something of a miracle. (…) Lensing by Alejandro Cantu is breathtaking, beautifully framed and gracefully describing space with a seductive blend of closeups and fluid camerawork.”

“Julian Hernandez returns to Outfest with this audacious portrait of passion in a metropolis. (…) Hitting new heights of allegory and experimentation, Hernandez remains an indispensable voice in queer cinema.”

„In seiner dreistündigen Ode an die Macht der Liebe verbindet Julián Hernández bezaubernd schöne Bilder mit einer freien Erzählform.“

## Auszeichnungen
- 2009: Teddy Award in der Kategorie Bester Spielfilm

## Festival-Teilnahmen
2009
- Internationale Filmfestspiele Berlin 2009
- Seattle International Film Festival
- Outfest
- Chicago International Film Festival
- Denver Film Festival
- Oslo International Film Festival